# 이기순 (정치인)
이기순(1953년 12월 20일 ~ )은 대한민국의 정치인이다. 제39대 인제군수를 역임했다.

## 역대 선거 결과
|  | 39.1% |

|  | 55.95% |

|  | 61.36% |

|  | 59.74% |

|  | 58.40% |

|  | 44.78% |

## 논란

### 선거법위반 혐의
이기순은 제5회 전국동시지방선거를 앞두고 지역 주민들에게 물품을 제공한 혐의를 받아 검찰에 기소되었다. 이에 대법원은 이기순에게 벌금 80만원, 회계책임자에게 징역 6월, 집행유예 1년을 선고했다. 회계책임자가 해당 판결을 받으면서 이기순은 군수직을 상실했다.